# Märt Israel
Märt Israel (ur. 23 września 1983 w Karksi-Nuia) – estoński lekkoatleta, specjalizujący się w rzucie dyskiem.
W 2002 po ustanowieniu rekordu Estonii juniorów zajął siódmą lokatę w mistrzostwach świata juniorów na Jamajce. Ósmy zawodnik czempionatu Europy młodzieżowców (2003) zajmował odległe lokaty na dwóch kolejnych zawodach uniwersjadowych (w 2003 oraz 2005). Odpadał w eliminacjach na mistrzostwach Europy w 2006 oraz mistrzostwach świata w 2007. Zdobył brązowy medal uniwersjady w Bangkoku (2007). Bez powodzenia brał udział w igrzyskach olimpijskich w Pekinie i mistrzostwach globu w Berlinie. W 2010 był dziewiąty na mistrzostwach Europy. Złoty medalista uniwersjady (2011). Wielokrotny reprezentant Estonii w pucharze Europy (w rzucie młotem), zimowym pucharze w rzutach oraz drużynowym czempionacie Starego Kontynentu. Medalista mistrzostw kraju.
Rekordy życiowe: 66,98 (12 maja 2011, Chula Vista).

## Osiągnięcia
| Rok  | Impreza                               | Miejsce       | Lokata            | Wynik |
| ---- | ------------------------------------- | ------------- | ----------------- | ----- |
| 1999 | Mistrzostwa świata juniorów młodszych | Bydgoszcz     | el. – 16. miejsce | 45,91 |
| 2002 | Mistrzostwa świata juniorów           | Kingston      | 7. miejsce        | 59,43 |
| 2003 | Młodzieżowe mistrzostwa Europy        | Bydgoszcz     | 8. miejsce        | 54,86 |
| 2003 | Uniwersjada                           | Daegu         | 12. miejsce       | 53,57 |
| 2005 | Uniwersjada                           | Izmir         | 11. miejsce       | 57,63 |
| 2006 | Zimowy puchar Europy w rzutach        | Tel Awiw-Jafa | 9. miejsce        | 59,45 |
| 2006 | Mistrzostwa Europy                    | Göteborg      | el. – 13. miejsce | 59,80 |
| 2007 | Uniwersjada                           | Bangkok       | 3. miejsce        | 60,32 |
| 2007 | Mistrzostwa świata                    | Osaka         | el. – 22. miejsce | 60,23 |
| 2008 | Zimowy puchar Europy w rzutach        | Split         | 7. miejsce        | 60,06 |
| 2008 | Igrzyska olimpijskie                  | Pekin         | el. – 14. miejsce | 61,98 |
| 2009 | Zimowy puchar Europy w rzutach        | Teneryfa      | 4. miejsce        | 61,64 |
| 2009 | Uniwersjada                           | Belgrad       | 4. miejsce        | 63,35 |
| 2009 | Mistrzostwa świata                    | Berlin        | el. – 22. miejsce | 59,58 |
| 2009 | Światowy finał lekkoatletyczny IAAF   | Saloniki      | 8. miejsce        | 48,61 |
| 2010 | Mistrzostwa Europy                    | Barcelona     | 9. miejsce        | 62,59 |
| 2011 | II liga drużynowych mistrzostw Europy | Nowy Sad      | 1. miejsce        | 62,91 |
| 2011 | Uniwersjada                           | Shenzhen      | 1. miejsce        | 64,07 |
| 2011 | Mistrzostwa świata                    | Daegu         | 4. miejsce        | 65,20 |
| 2012 | Mistrzostwa Europy                    | Helsinki      | el. – 17. miejsce | 60,59 |
| 2012 | Igrzyska olimpijskie                  | Londyn        | el. – 25. miejsce | 60,34 |
| 2014 | Mistrzostwa Europy                    | Zurych        | el. –             | NM    |